# Сейит-Халиль Челеби
Сейит-Халиль Челеби (Цыганская мечеть, Токал-Джами) — мечеть в Старом городе Симферополя, находящаяся по адресу переулок Холмистый, 7. Здание мечети было построено в середине XIX века. В советское время мечеть была преобразована в многоквартирный дом.

## История
Каменная мечеть Сейит-Халиль Челеби построена в 1859—1860 году (по другим данным — в 1856 году) в районе Цыганской Слободки. Инициатором строительства стал Хаджи Сейит-Халиле Челеби. В 1833 году его назначили городским кади, а позже — кадиаскером. В 1849 году являлся одним из претендентов на должность муфтия Крыма. 
Первоначально здание состояло из одного этажа зального типа. Большую часть помещения занимал молельный зал. В северной части располагался вестибюль и деревянный махфиль (балкон), с деревянной лестницей. В южной части здания находился михраб. Потолок и пол были выполнены из дерева.
В конце XIX века — начале XX века вдова капитана Абдураманчикова — помещица Аджи-Шейх Алиме Султан Абдураманчикова профинансировала строительство минарета в османском стиле в северо-западном углу здания. Минарет имел 72 ступени и обошёлся в 1500 рублей. Имамом мечети в это время являлся Бекир Эфенди. Мечеть тогда имела двор площадью около 1000 квадратных метра и вакуф, состоявший из ряда домовладений вблизи мечети (сейчас это дома № 58, 64, 66 на улице Кладбищенской).
В 1913 году в мечети Сейит-Халиль Челеби впервые на полуострове хутба (проповедь) была прочитана на тюркском языке, а не на арабском.
В середине 1920-х годов председателем общины при мечети являлся Ягья Куртамет, секретарём — Сулейман Ягья Кариков, имамом и хатибом — Исмаил Сулейман-оглу Аирчинский, муэдзином — Исмаил Босна. В это же время от советских органов вышло постановление об уплате общиной налога на молитвенное здание, сумма которого составила 28 рублей 76 копеек.
Согласно постановлению Президиума ЦИК Крымской АССР от 25 октября 1931 года мечеть была закрыта. Согласно описанию на момент закрытия, мечеть имела крышу из черепицы, восемь больших и восемь малых окон, одноэтажное здание школы из двух комнат и служебное помещение. Позже в здании расположились «Татарские детские ясли 14-й Годовщины Октября» и мастерские крымскотатарской средней школы-интерната № 12. В середине 1930-х годов минарет мечети был разрушен. Мечеть неоднократно упоминается в произведениях Дженгиза Дагджи, выпускника школы-интерната № 12.
С 1940-х и по 1957 год здание служило штабом радиотехнического полка ПВО Таврического военного округа. После этого оно было переделано под двухэтажный жилой дом с коридорной планировкой. Рядом с домом располагались две могилы, одна из них, принадлежавшая, по словам одной из местных жительниц, имаму, была уничтожена в 2000-е годы. Мечеть Сейит-Халиль Челеби является единственным культовым исламским зданием в Симферополе, которое не было возвращено общине.